# Créole mauricien

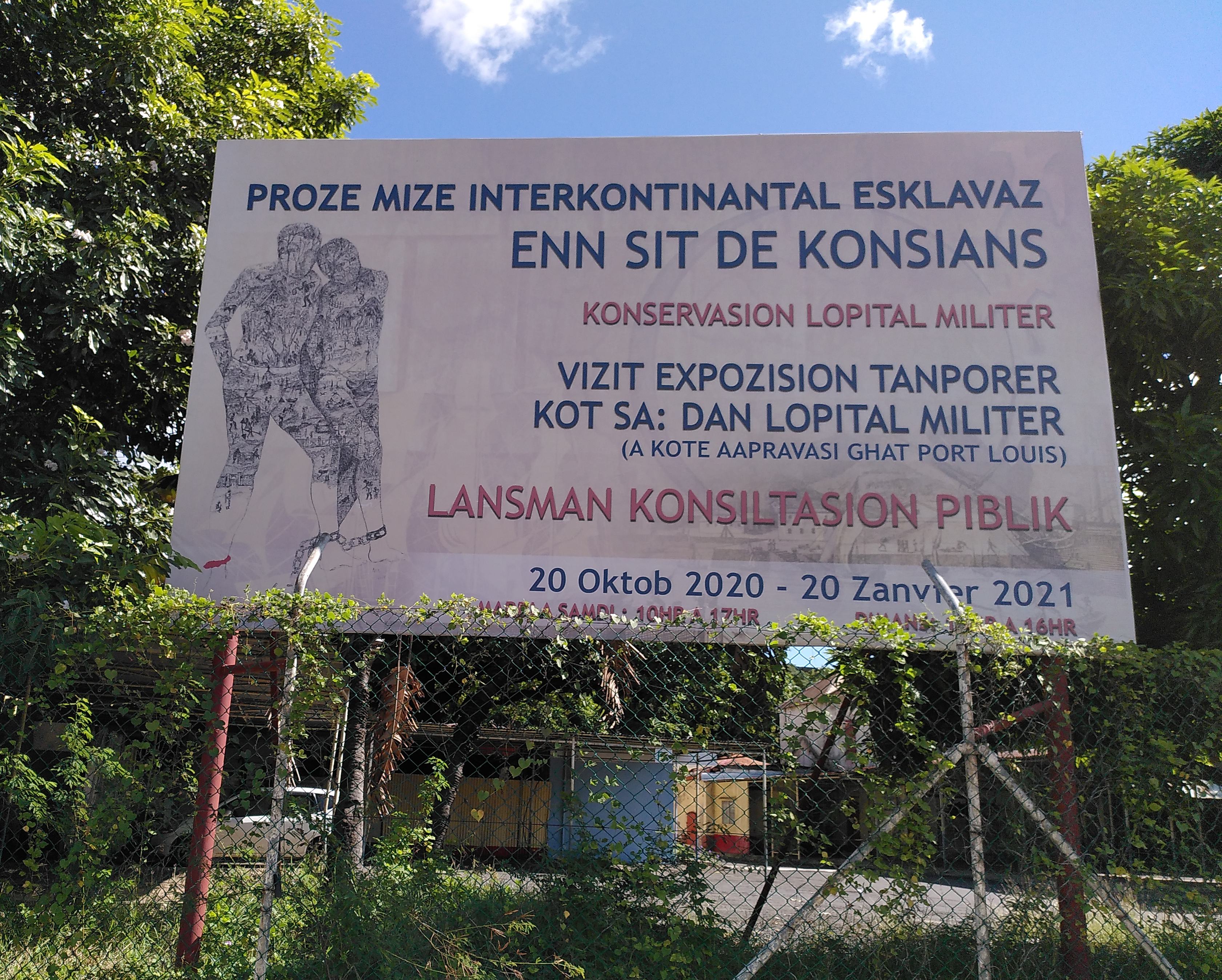
Panneau en créole mauricien présentant le Musée intercontinental de l'Esclavage à Port-Louis.

Le créole mauricien, aussi appelé tout simplement mauricien (morisyen en créole), est un créole à base lexicale française parlé dans la république de Maurice par environ 1 200 000 locuteurs (Central Statistics Office 2011). Il n'est pas systématiquement compréhensible par un locuteur du créole réunionnais, malgré des racines communes, un créole d'origine française (cf. créole bourbonnais). Le créole mauricien est issu du proto-créole de l'île Bourbon d'où viennent les premiers habitants de l'île ainsi que les premiers esclaves. De là il va profondément évoluer avec l'arrivée massive d'esclaves afro-malgaches avec la traite pour devenir le créole de l'Isle de France qui va essaimer à Rodrigues, aux Seychelles et aussi aux Archipel des Chagos. Le créole continue alors sa mutation pour devenir le créole mauricien contemporain. L'arrivée des engagés indiens et chinois marque aussi dans une moindre mesure, l'évolution du créole mauricien. Celui-ci n'a pas encore fini d’évoluer en raison des apports de divers langues comme le bhodjpouri, le tamoul, l'hindi et le mandarin.
Bien qu'il ne jouisse pas d'un rôle officiel à Maurice, le créole est aujourd'hui parlé par une grande majorité des Mauriciens, c'est aussi la langue du monde des arts, surtout de la musique locale de l'île.
Sa grammaire est plutôt de type isolant, par rapport à la morphologie plus flexionnelle du français. Ces quelques exemples l'attestent :
- Comment ça va ? - Ki manier ?
- Je vais bien ! - Mo bien !
- Tout va bien ? - Tou korek ?
- Je t'embrasse ! - Mo anbras twa !
- Je t'aime ! - Mo kontan twa !
- Tu me manques ! - To pe mank mwa !
- Je bois de l'eau ! - Mo pe bwar delo !

En 2005, le professeur Vinesh Hookoomsing, de l'université de Maurice, publia le rapport sur le Grafi Larmoni, qui vise à harmoniser l'écriture du créole à Maurice. Des dictionnaires existent en version bilingue ou monolingue, les auteurs sont Philip Baker, Ledikasyon pu travayer, Arnaud Carpooran.
La langue créole compte de nombreux écrivains dont Dev Virahsawmy qui est certainement le plus connu. Il est à l'origine de nombreuses pièces de théâtre et poésies. Mais c’est le griot Tifrer (Alphonse Ravaton de son vrai nom) qui a apporté à la langue créole ses lettres de noblesse à travers les ségas qu’il a composés, véritable pierre angulaire du patrimoine culturel mauricien.
En mai 2025, Un projet de loi faisant du créole mauricien une langue officielle de l'assemblée nationale, avec le français, et l'anglais, est porté par Shirin Aumeeruddy-Cziffra, la présidente de la Chambre des députés.

## Code graphique: Lortograf Kreol Morisien
Lettres            Phonèmes             Exemples
a                            [a]                    balon
e                            [e]                    ekrir
i                              [i]                    mari
o                            [o]                    loto
u                            [ʌ]                    brushing  
ou                          [u]                    likou

### Les voyelles nasales
Lettres            Phonèmes             Exemples
an                         [ɑ̃]                         larzan
on                         [ɔ̃]                         bonbon
in                          [ɛ̃]                          dipin

### Ensemble voyelles + consonnes
Lettres            Phonèmes             Exemples
ann                      [an]                         bann
onn                      [ɔn]                          ponn
inn                        [in]                         kouzinn
enn                       [ɛ]                          penn
ounn                     [un]                        kloun
er                        e:r/ oe:r                      lamer

## Les pronoms personnels

### Comme Sujet
| Créole                   | Français        |
| ------------------------ | --------------- |
| mo                       | je              |
| to                       | tu              |
| li                       | il, elle        |
| nou                      | nous            |
| ou ( vouvoiement ) / zot | vous            |
| bann-la / zot            | ils, elles, eux |

### Comme Objet
| Créole | Français    |
| ------ | ----------- |
| mwa    | moi, me     |
| twa    | toi, te     |
| li     | lui, le, la |
| nou    | nous        |
| zot    | vous        |
| zot    | les, leur   |

### Les déterminants possessifs
| Créole                   | Français     |
| ------------------------ | ------------ |
| mo                       | mon, ma, mes |
| to                       | ton, ta, tes |
| so                       | son, sa, ses |
| nou                      | notre, nos   |
| ou ( vouvoiement ) / zot | votre, vos   |
| zot                      | leur, leurs  |

## Les pronoms possessifs
| Créole               | Français           |
| -------------------- | ------------------ |
| Pou mwa              | Le mien, la mienne |
| Pou twa              | Le tien, la tienne |
| Pou li               | Le sien, la sienne |
| Pou nou              | Le nôtre, la nôtre |
| Pou ou               | Le vôtre, la vôtre |
| Pou bann-la, pou zot | Le leur, la leur   |

## Les adverbes et pronoms interrogatifs
| Créole              | Français      |
| ------------------- | ------------- |
| Ki kote / Kotsa     | Où            |
| Kouma               | Comment       |
| Kiete               | Quoi          |
| Kisannla            | Qui           |
| Kifer               | Pourquoi      |
| Pou Kisannla        | Pour qui      |
| Komie               | Combien       |
| Kan                 | Quand         |
| Ki                  | Quel          |
| Eski                | Est-ce-que    |
| Depi kan            | Depuis quand  |
| Ziska kan           | Jusqu'à quand |
| Depi ki kote/kotsa  | D'où          |
| Ziska ki kote/kotsa | Jusqu'où      |

## Les temps verbaux du créole mauricien

### Présent
| Koz (Parler) présent    |                               |
| Mo — ape/pe koz(e)      | Nou — ape/pe koz(e)           |
| Ou / To — ape/pe koz(e) | Zot — ape/pe koz(e)           |
| Li — ape/pe koz (e)     | Bann-la / zot — ape/pe koz(e) |

### Présent terminatif récent
| Koz (Parler) présent terminatif récent |                            |
| Mo — fek koz(e)                        | Nou — fek koz(e)           |
| Ou / To — fek koz(e)                   | Zot — fek koz(e)           |
| Li — fek koz(e)                        | Bann-la / zot — fek koz(e) |

### Passé inaccompli
| Koz (Parler) passé inaccompli |                          |
| Mo — ti koz(e)                | Nou — ti koz(e)          |
| Ou / To — ti koz(e)           | Zot — ti koz(e)          |
| Li — ti koz(e)                | Bann-la / zot —ti koz(e) |

### Progressif passé
| Koz (Parler) progressif passé |                                  |
| Mo — ti ape/pe koz(e)         | Nou — ti ape/pe koz(e)           |
| Ou / To — ti ape/pe koz(e)    | Zot — ti ape/pe koz(e)           |
| Li — ti ape/pe koz(e)         | Bann-la / zot — ti ape/pe koz(e) |

vignette

### Futur
| Koz (Parler) futur   |                            |
| Mo — pou koz(e)      | Nou —pou koz(e)            |
| Ou / To — pou koz(e) | Zot — pou koz(e)           |
| Li — pou koz(e)      | Bann-la / zot — pou koz(e) |

### Futur non accompli
| Koz (Parler) futur non accompli |                                 |
| Mo — ava/va/a koz(e)            | Nou — ava/va/a koz(e)           |
| Ou / To — ava/va/a koz(é)       | Zot — ava/va/a koz(e)           |
| Li — ava/va/wa/a koz(é)         | Bann-là / zot — ava/va/a koz(e) |

### Conditionnel
| Koz (Parler) conditionnel |                               |
| Mo — ti pou koz(e)        | Nou —ti pou koz(e)            |
| Ou / To —ti pou koz(e)    | Zot —ti pou koz(e)            |
| Li — ti pou koz(e)        | Bann-la / zot — ti pou koz(e) |